# Methia batesi
Methia batesi là một loài bọ cánh cứng trong họ Cerambycidae.